# Léon Germain Pelouse
Léon Germain  Pelouse, né le 1er octobre 1838 à Pierrelaye (Seine-et-Oise) et mort le 31 juillet 1891 à Paris (17e), est un peintre paysagiste français de l'École de Barbizon.
Léon Germain Pelouse s'inspire régulièrement pour ses toiles des Vaux de Cernay et de ses alentours (département des Yvelines), et fut le chef de file de plusieurs peintres de la deuxième moitié du xixe siècle regroupés postérieurement sous l'appellation d'École de Cernay.

## Biographie
Fils de menuisier, Léon Germain Pelouse est né en 1838 à Pierrelaye dans une rue qui porte actuellement son nom. Il y passe une partie de sa jeunesse. 
Autodidacte, il commence une carrière de peintre en 1865. Il se consacre à la peinture de paysage et débute au Salon de 1865. Malgré une réception critique d'abord hostile, il poursuit son œuvre et connaît le succès. Il effectue plusieurs séjours en Bretagne à Pont-Aven et à Rochefort-en-terre. 
Sa grande virtuosité lui vaut une notoriété considérable. Plusieurs de ses toiles sont achetées par l'État et figurent dans divers musées. 
Léon Germain Pelouse meurt le 31 juillet 1891 en son domicile parisien sis 26 rue Poncelet.

## Collections publiques

### Paris
- musée d'Orsay : 
  - Un coin de Cernay en janvier, vers 1879, tableau[3]
  - Grandcamp vu de la plage, huile sur toile[4]
  - Le Plateau de la Montjoie à Mortain, 1886, huile sur toile[5]
  - Souvenir de Cernay, 1872, huile sur toile[6]
- Petit Palais, musée des Beaux-arts de la Ville de Paris : La Seine près de Jumièges (crayon graphite, gouache)

### France
- Musée de Beaux-Arts de Brest : Banc de rochers à Concarneau, 1880
- Musée des beaux-arts de Bordeaux : Les Vaux de Cernay, huile sur toile[7]
- Musée des Beaux-Arts de Carcassonne:
  - Une ferme dans les bois
  - Grandcamp à marée basse (1884)
- Cernay-la-ville, mairie
  - Sous-bois au crépuscule
  - Une matinée de printemps à Cernay-la-Ville
  - Paysage boisé sous la neige au crépuscule
  - Le bois des maréchaux
- Musée d'art Roger-Quilliot de Clermont-Ferrand : Vue du Mont-Dore, 1880, huile sur toile
- Musée de Beaux-Arts de Dunkerque : La Vallée de Cernay, 1873
- Musée de Grenoble : Le Soir près de la ferme, 1885, huile sur toile[8]
- Le Havre, musée d'art moderne André-Malraux : La Rivière (l'étang de Rochefort-en-Terre), 1882, huile sur bois[9]
- Musée des beaux-arts de Nantes :
  - Paysage sous bois, avant 1891, huile sur bois[10]
  - Un lavoir le matin, en Bretagne, 1869, huile sur toile[11]
- Pierrelaye, Mairie : Une Coupe de bois à Senlisse
- Musée des beaux-arts de Rennes : À travers bois, une matinée d'octobre, vers 1874, huile sur toile[12]
- Musée de Rochefort-en-Terre : Les chênes de Saint-Fiacre, 1881
- Musée des beaux-arts de Rouen :
  - La Seine à Poses, 1890, huile sur toile[13]
  - Le Passage de Lanriec à Concarneau, effet de lune, vers 1878, huile sur toile[14]
- Vannes, musée de la Cohue : Les Pierres de Carnac

### Autres pays
- Munich, Bayerische Staatsgemäldesammlungen : Nussbäume, c. 1880- 1890
- New York, Metropolitan Museum of Art : January—Cernay, near Rambouillet, 1887
- Oslo, Nasjonalmuseet for kunst, arkitektur og design : deux paysages, c. 1860-1891
- Sydney, Art Gallery of New South Wales : Les bords du Loing ; Seine-et-Marne, 1884

## Galerie

Œuvres de Léon Germain Pelouse
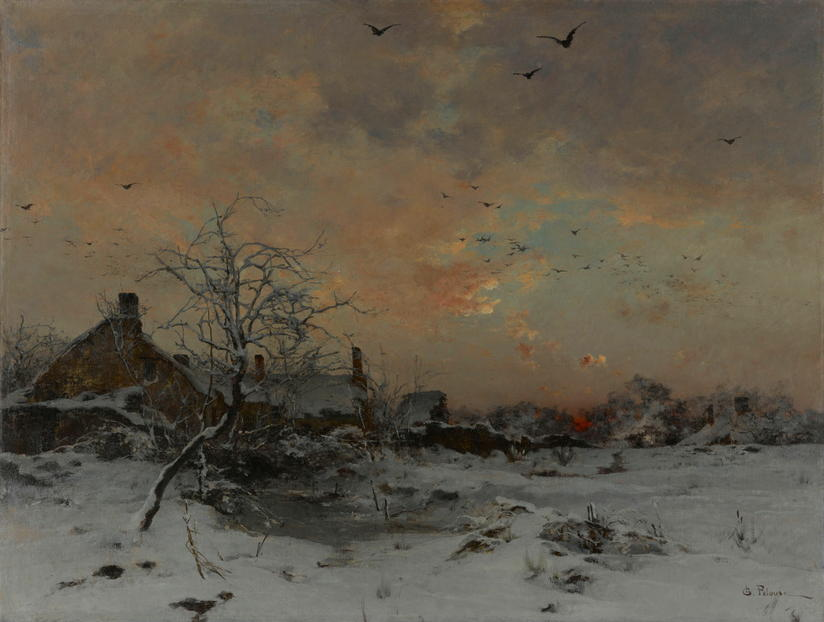
Un coin de Cernay en janvier, Paris, musée d'Orsay.
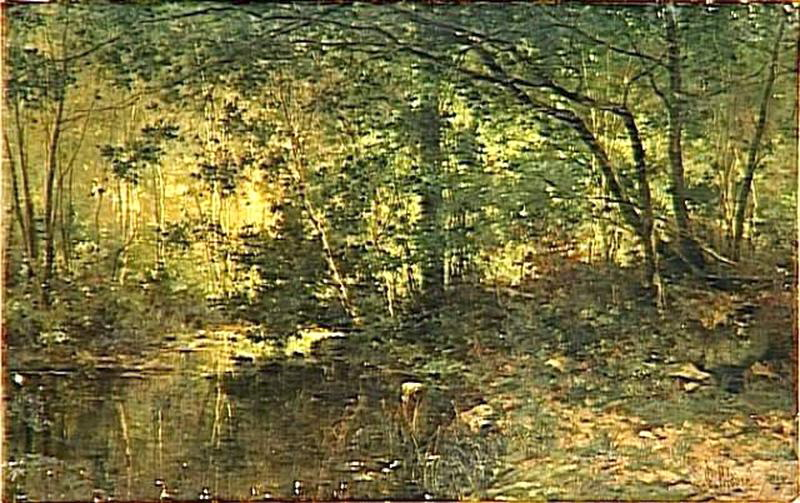
Souvenir de Cernay, Paris, musée d'Orsay.
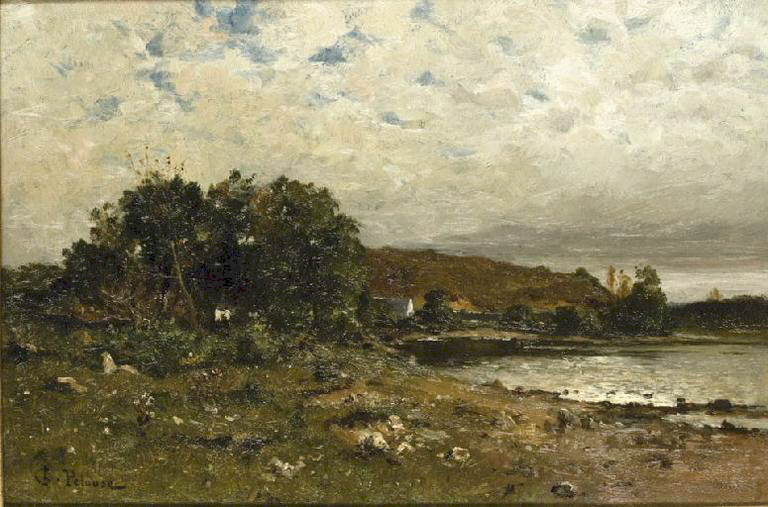
La Rivière (l'étang de Rochefort-en-Terre) (1882), Le Havre, musée Malraux.
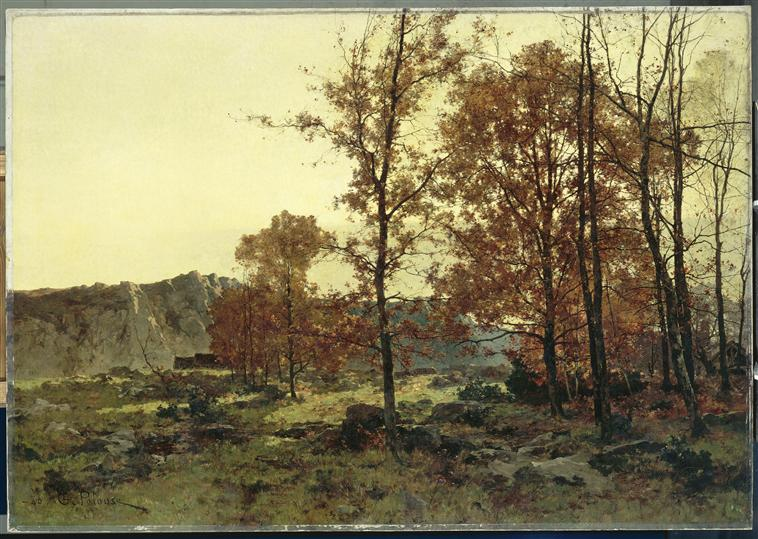
Le Plateau de Montjoie à Mortain, Paris, musée d'Orsay, Paris.
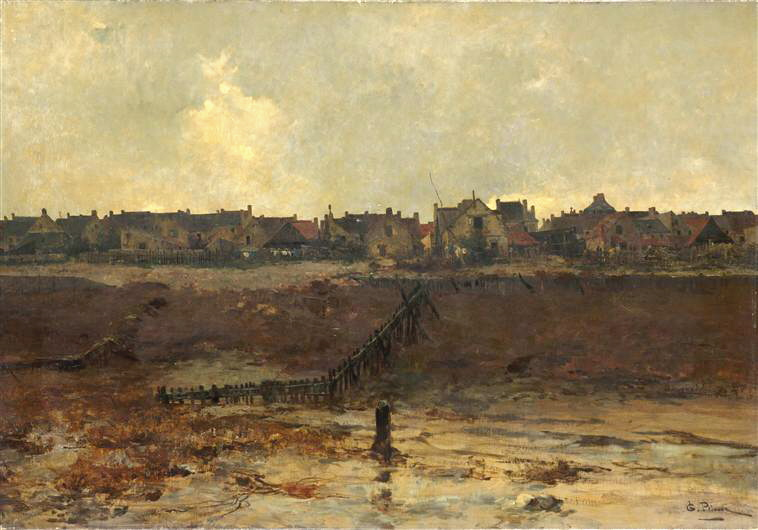
Grandcamp vu de la plage, Paris, musée d'Orsay.
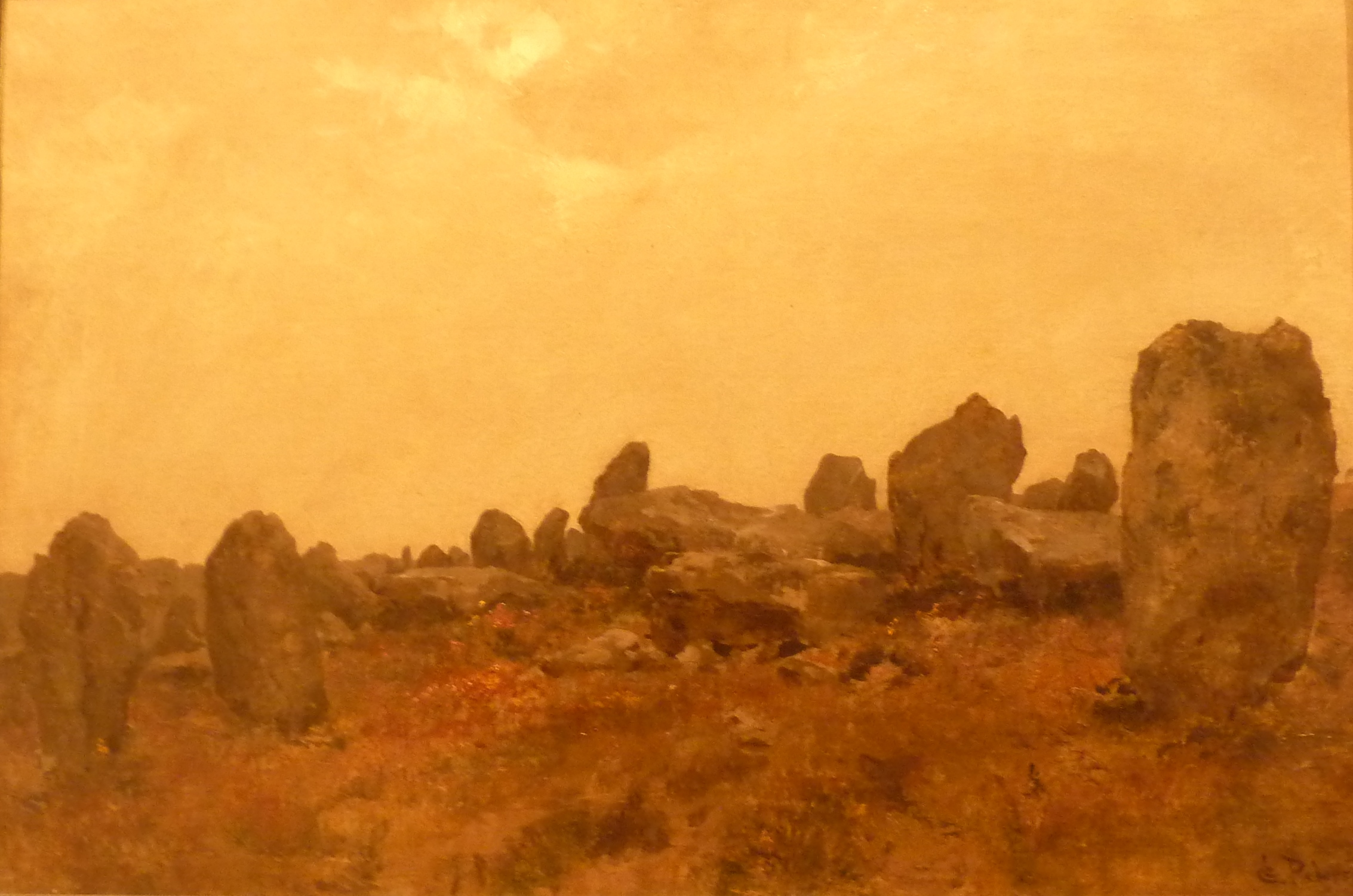
Les Pierres de Carnac, Vannes, musée de la Cohue.
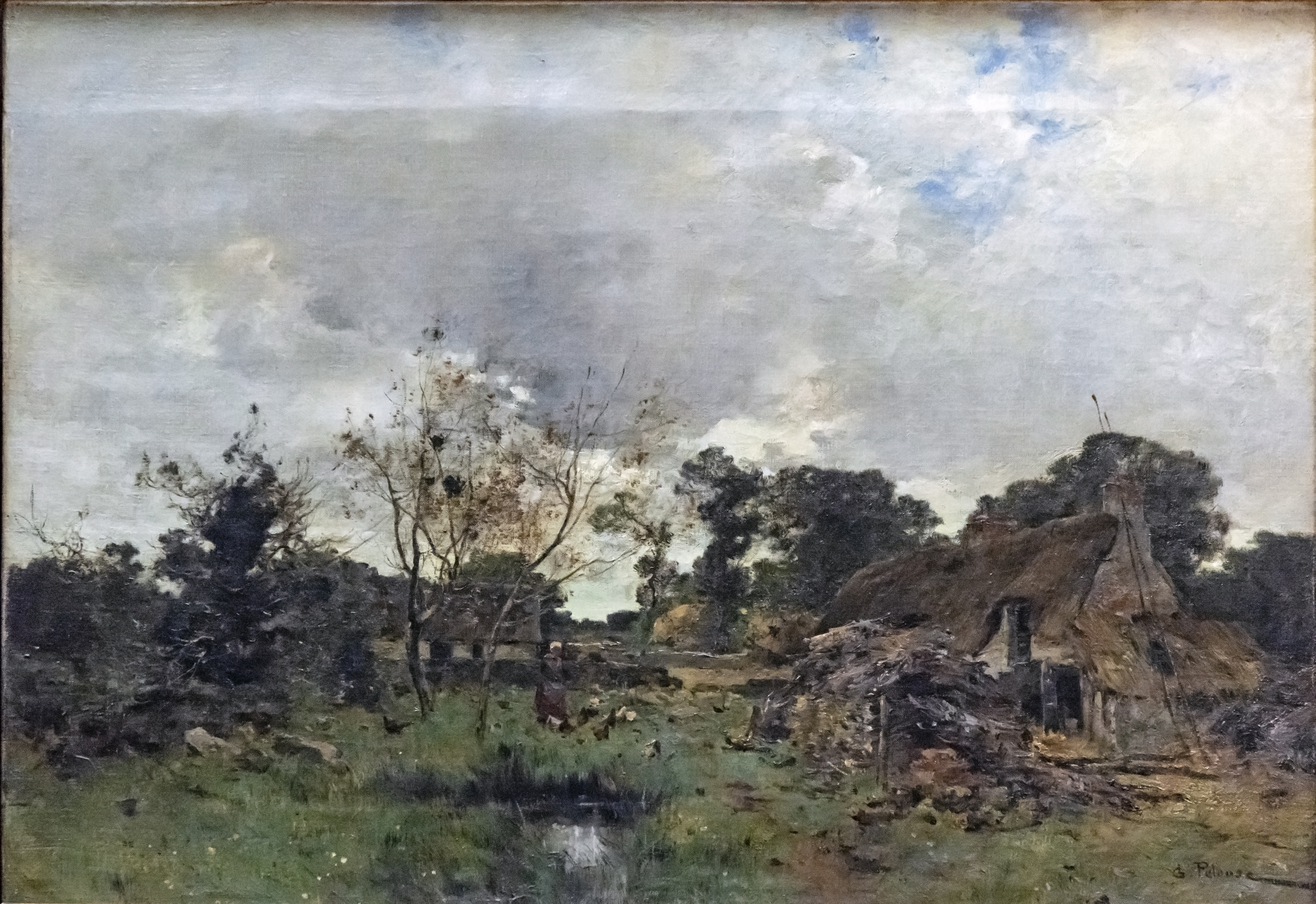
Une ferme dans les bois, Carcassonne, Musée des beaux-arts.
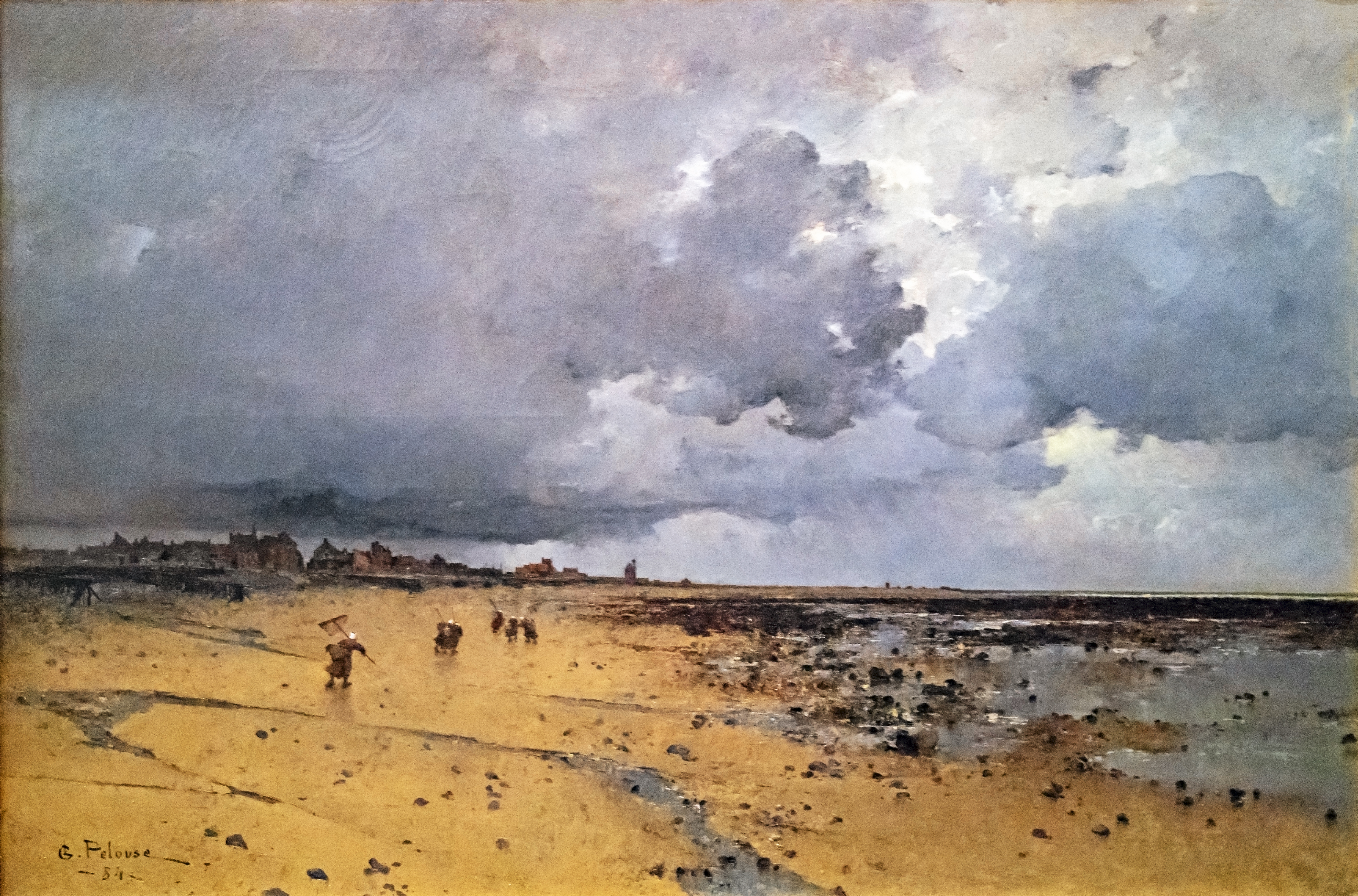
Grandcamp à marée basse, Carcassonne, Musée des beaux-arts.
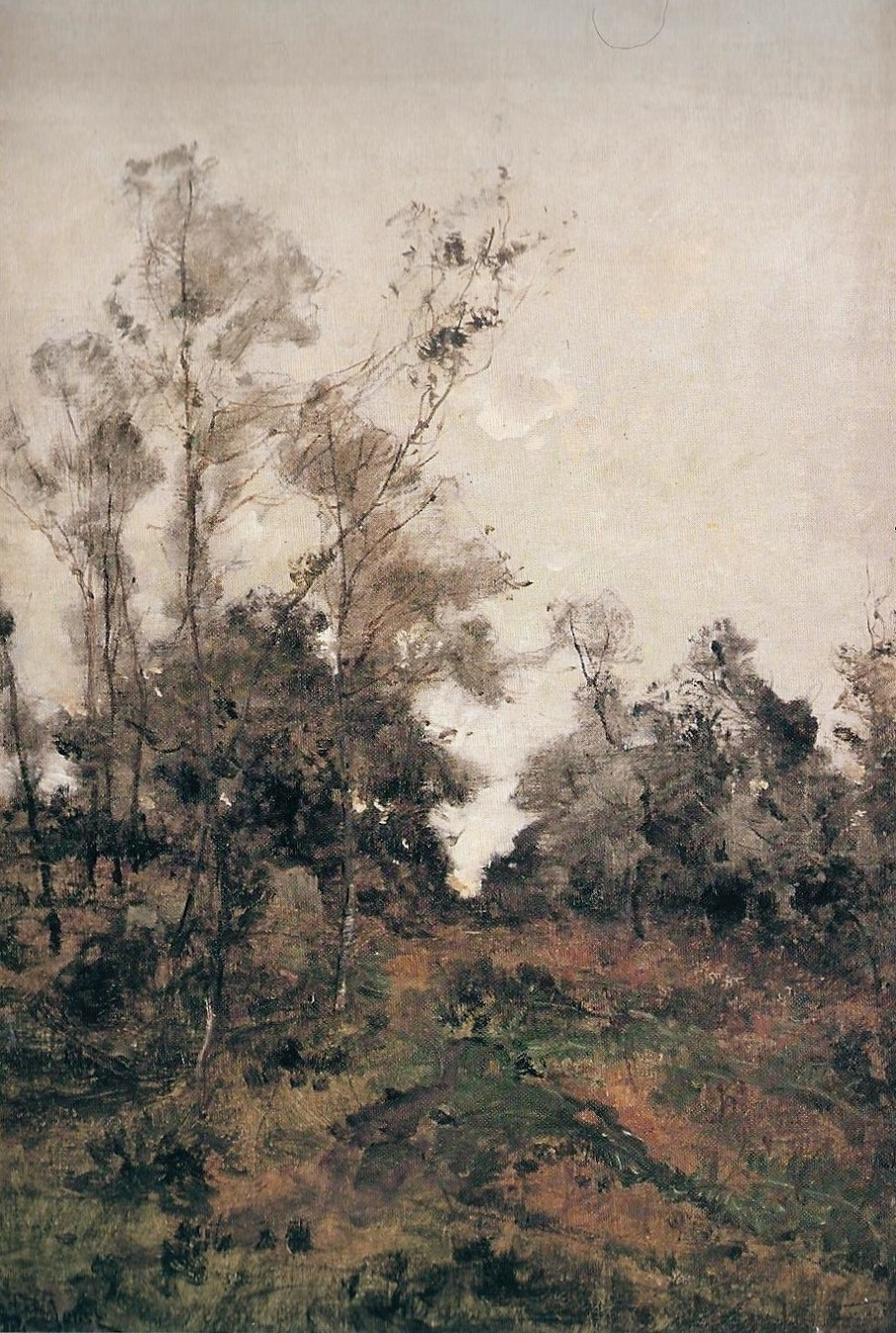
Les Chênes de Saint-Fiacre (Musée de Rochefort-en-Terre).

## Élèves
- Madame Annaly (1846-1910)
- Ernest Baillet
- Harriet Backer (1845-1932)
- Émile Charles Dameron
- Nicolas Dracopolis
- Eugène Galien-Laloue (1854-1941)
- Léon Joubert (1851-1928)
- Kitty Lange Kielland (1843-1914)
- Adolphe-Frédéric Lejeune (1849-1913)
- Emile Le Marié des Landelles[15]
- Flavien-Louis Peslin
- Albert Rigolot (1862-1932)
- Louis Telingue
- Percy Franklin Woodcock (1855-1936)[16]

## Sources
- Dossier de Légion d'honneur de Germain Léon Pelouse.